# Ptilodexia rutilans
Ptilodexia rutilans là một loài ruồi trong họ Tachinidae.